# (15460) Manca
(15460) Manca est un astéroïde de la ceinture principale, découvert par Andrea Boattini et Luciano Tesi le 25 décembre 1998. Son aphélie est de 3,15 UA et son périhélie de 2,65 UA.